# مجزرة المشارقة
مجزرة حي المشارقة في حلب هي حادثة جدليّة حصلت أثناء فترة تمرُّد الإخوان المسلمين، وذلك في صباح أول أيام عيد الفطر المبارك عام 1980م، حيث قامت القوات الحكوميّة بإطلاق النار على أشخاص يشتبه في صلتهم بالتنظيم، بعد أن اقتادتهم خارج منازلهم؛ وبحسب منظمة العفو الدولية فإنَ ضحايا المجزرةِ تم دفنهم في حفرة كبيرة بالقرب من المقبرة بشكل جماعي.

## الأسباب
صراع السلطة الحاكمة مع حركة الإخوان المسلمين في سوريا التي أعلنت العصيان المسلح ضد الحكومة السورية بعد إصدار حافظ الأسد القانون 49 لعام 1980 والقاضي بإعدام من ثبت انتمائه لجماعة الاخوان المسلمين ودعت لإسقاط النظام الحاكم واتخذت من مدن حماة وحلب معقلا رئيسيا لها. قد سبق أن قامت بتنفيذ الكثير من اغتيالات الرموز العلوية النابغة.

## المجزرة
استنادًا لمصدر حقوقي، قامت القوات الخاصة تحت إشراف العقيد هشام معلا والنقيب غدير حسين، باقتحام عدّة منازل في الحي، وذلك بعد أن سبق لتنظيم الإخوان اغتيال قادة أمنيين في الحي ذاته. وقد اعتقلت القوات عدد من الذكور تتراوح أعمارهم بين 16 و 72 يُشتبه صلتهم بالجماعة، لكنها لم تقدم تفاصيل أو معلومات. وقد كان من بينهم بعض العاملين في أجهزة الدولة، وأعضاء في حزب البعث الحاكم. ثم اقتادتهم إلى مقبرة مجاورة وفتحت النار عليهم. وفي نشرة منظمة العفو الدولية عام 1983، قالت أن الضحايا دُفنوا في مقبرة جماعية.

## مجازر أخرى في حلب
- مجزرة مدرسة المدفعية ارتكبتها جماعة الإخوان ضد طلاب الجيش السوري يوم 16/6/1979 32 قتيل و 54 جريح
- مجزرة سوق الأحد: يوم 7/13/1980 أكثر من 192 قتيل
- مجزرة بستان القصر: يوم 12/8/1980 35 قتيل: حدثت في اليوم التالي لعيد الفطر، والمذبحة التي وقعت في حي المشارقة، احتلت الفرقة المدرعة الثالثة حلب واقتيد 35 مواطن من منازلهم وقتلوا رمياً الرصاص.[3]
- مجزرة الكلاسة: وهي عبارة مذابح جماعية كثيرة (من 35 إلى 110 مجازر) حدثت تحت قلعة حلب، ويقال أن عدد القتلى بالآلاف. وتم دفنهم بمقابر جماعية. يقدر عدد القتلى من 1600 إلى 1900 قتيل، والجرحى دفنوا وهم أحياء.[بحاجة لمصدر]